# SN 2003ew
SN 2003ew – supernowa odkryta 4 stycznia 2003 roku w galaktyce A123627+6211. W momencie odkrycia miała maksymalną jasność 24,10m.